# Yardiella
Yardiella is een monotypisch geslacht van spinnen uit de  familie van de Filistatidae (spleetwevers).

## Soort
- Yardiella humphreysi Gray, 1994